# Fête Dano de Gangneung
Pour les articles homonymes, voir Dano.
Le fête Dano de Gangneung ou Gangneung Danoje (hangeul : 단오 ; hanja : 端午) est une série de célébrations Dano qui se déroulent pendant un mois à Gangneung, dans le nord-est de la Corée du Sud, à partir du 5e jour du 5e mois du calendrier lunaire. Il a été proclamé chef-d'œuvre du patrimoine culturel oral et immatériel de l'humanité par l'UNESCO le 25 novembre 2005. Le festival Dano est l'un des fêtes traditionnelles de la Corée, avec le nouvel an lunaire (Seollal) et le festival des récoltes (Chuseok). C'est aussi une fête qui a été sélectionnée comme 13ème bien culturel immatériel important de Corée (en) après le geommu.
Le festival consiste principalement en une série de rituels visant à demander l'aide et la prospérité pour le peuple aux dieux de la montagne (sansin), aux dieux célestes (mucheon) et aux dieux tutélaires. Cet événement est très important car il combine les rites confucéens, chamaniques (gut) et bouddhiques, les trois principales croyances traditionnelles en Corée, qui ne se sont pas toujours bien entendues.
Outre les événements purement religieux, la fête propose également des spectacles de danse, d'acrobatie, de lutte traditionnelle coréenne ou ssireum, de théâtre et de musique.
Quant à l'histoire de cette célébration, selon l'Académie des études coréennes, elle serait vieille de 1000 ans et serait restée inchangée dans sa forme jusqu'à aujourd'hui.
Les principaux dieux honorés sont Daegwallyeong Guksa Seonghwang, Daegwallyeong Sansin et Daegwallyeong Guksa Yeoseonghwang. Le dieu le plus important de ce festival est Guksa Seonghwang, qui serait le moine Beomil Guksa (810-889), qui a construit les temples bouddhistes de Simboksa et de Gulsansa à la fin du royaume de Silla (57 av. J.-C.-935).
Le rituel chamanique, ou gut, est l'un des éléments fondamentaux du festival Dano.
Le festival Dano commence par la fabrication de la liqueur rituelle sinju (liqueur divine) qui sera offerte avec des gâteaux lors des rites. 
Le site de certaines des plus importantes cérémonies religieuses est le col de Daegwallyeong, la seule route qui, dans les temps anciens, reliait Gangwon à Séoul. Bien qu'une grande partie du trajet soit aujourd'hui parcourue en voiture, il était autrefois parcouru par une grande procession de fonctionnaires et de chamans (mudangs) à cheval, suivis par la population locale. Toutes ces personnes portaient des offrandes qui devaient être remises aux divinités. Une fois sur place, après avoir accompli une série de rituels appelés sansinje, ils descendaient au son de la musique avec une branche du sinmok, qui symbolise le dieu Guksa Seonghwang. Le point de destination est le marché dano, où d'autres rituels sont effectués.
L'une des principales cérémonies chamaniques est le Danogut, où les dieux sont invoqués pour demander le bien-être et la prospérité de la population locale. 
La dernière nuit du festival, un rituel appelé songsinlle est organisé pour renvoyer les dieux à leur place. Tous les objets utilisés pendant le festival sont brûlés.
Le festival Dano de Gangneung est très important d'un point de vue culturel car il combine les cérémonies religieuses des trois principales religions traditionnelles coréennes et propose de nombreux spectacles folkloriques coréens typiques. Cependant, la standardisation culturelle et la couverture médiatique croissante au fil des ans ont entraîné la perte de certains éléments traditionnels du festival.

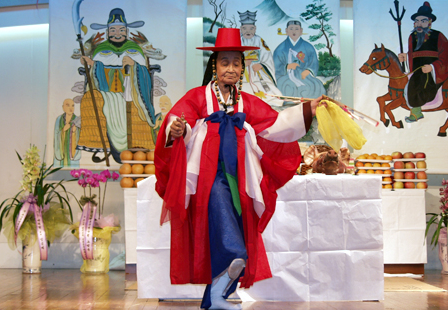
Mudang effectuant un rituel pour apaiser les esprits en colère des morts
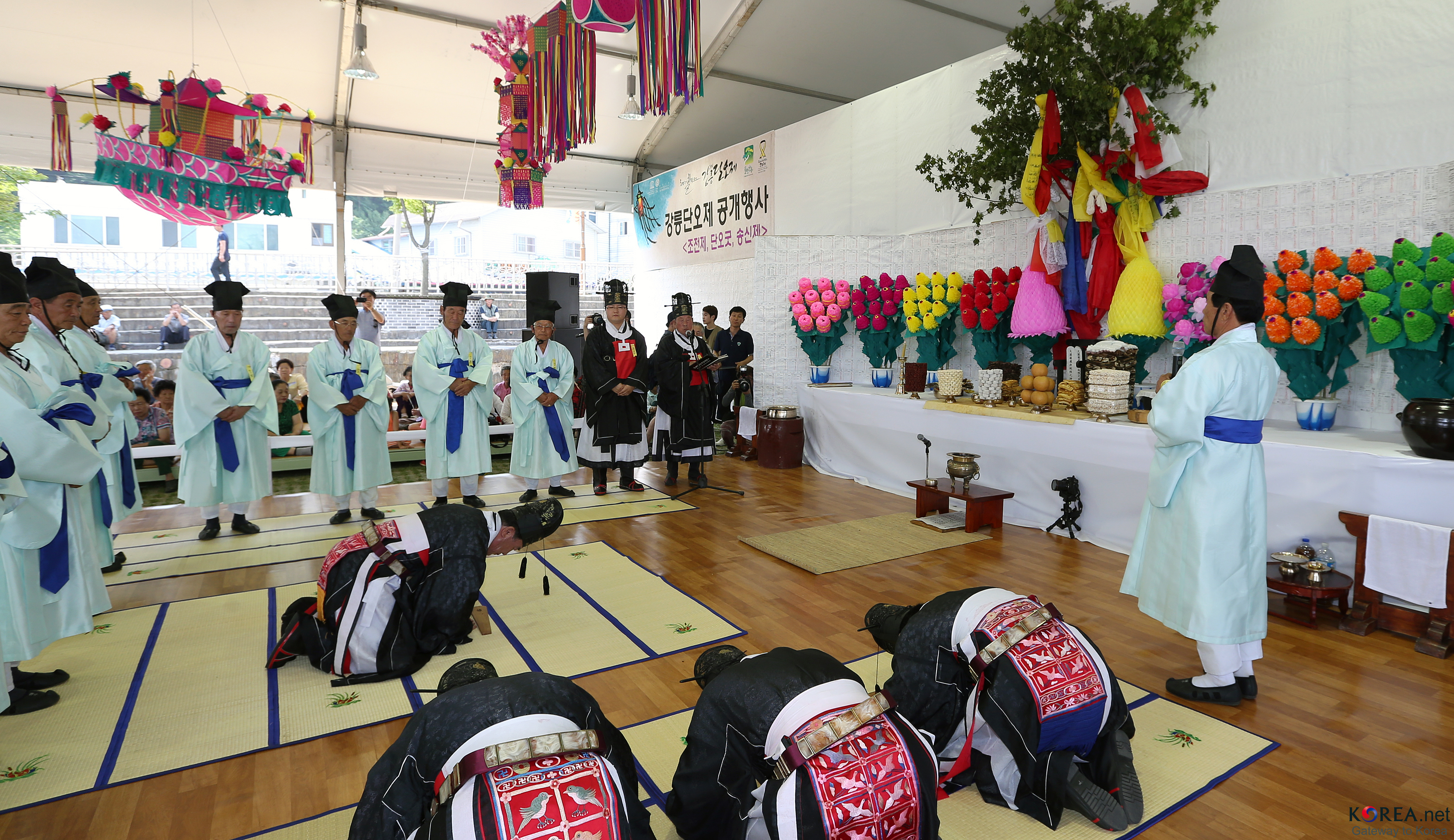
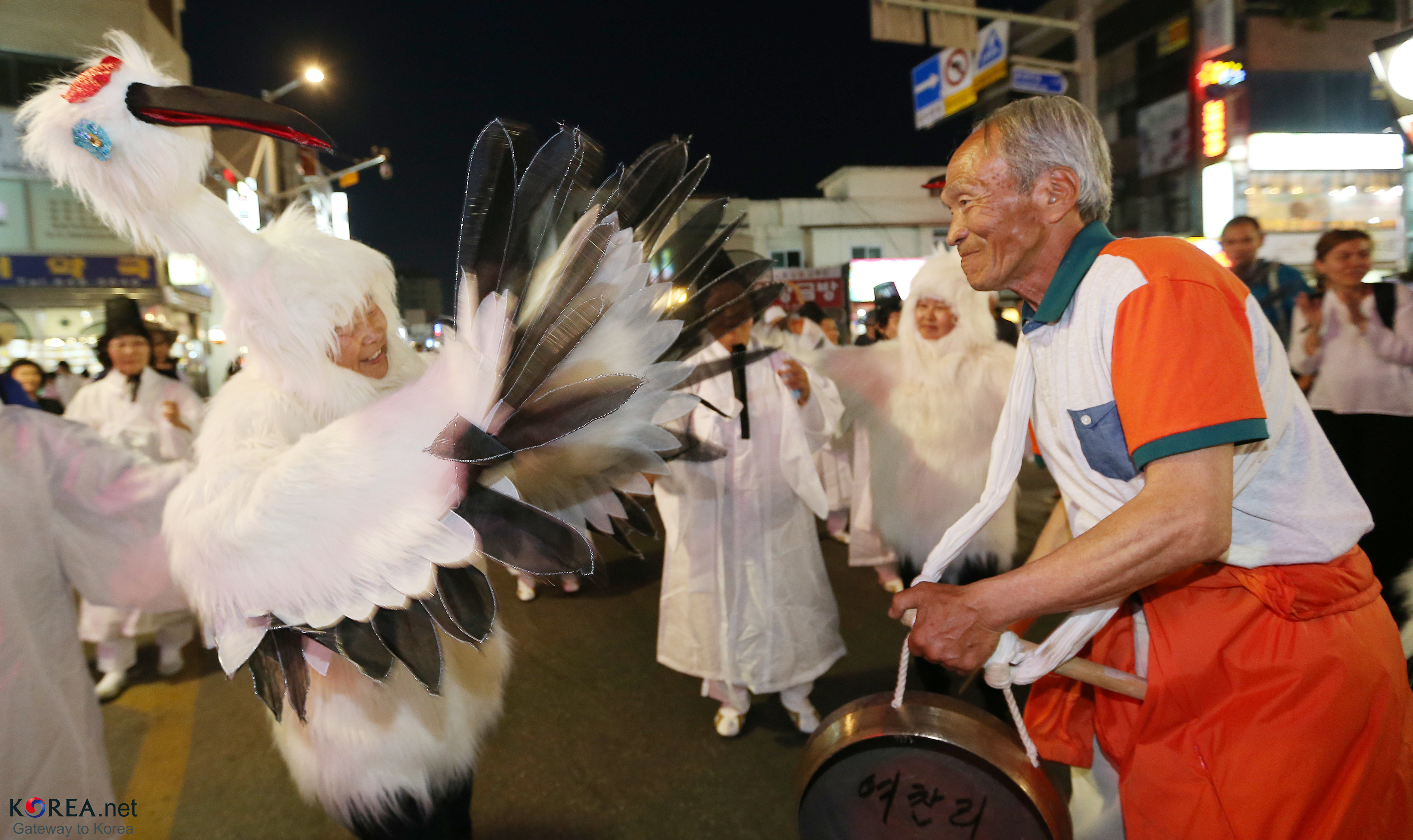
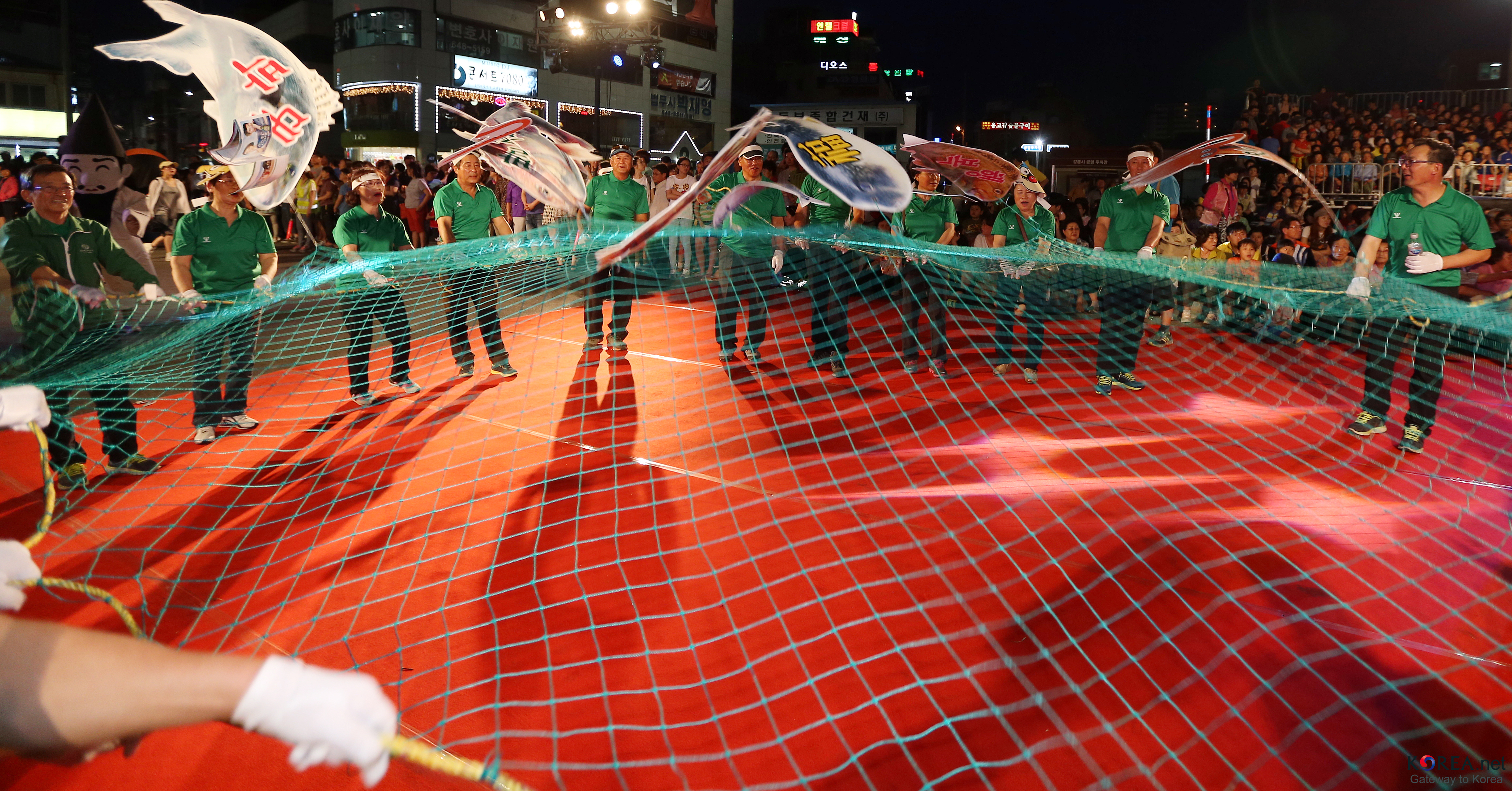
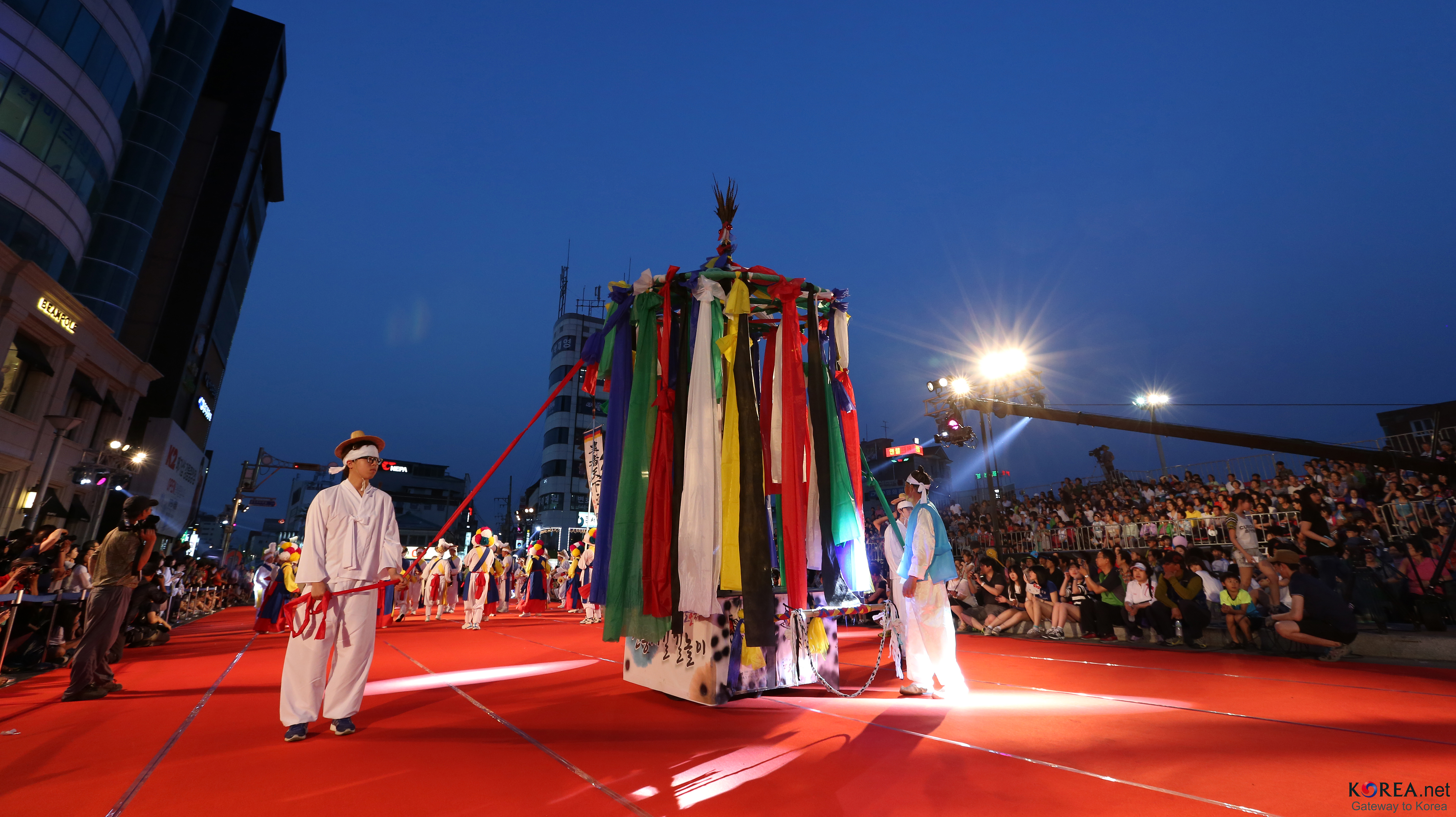
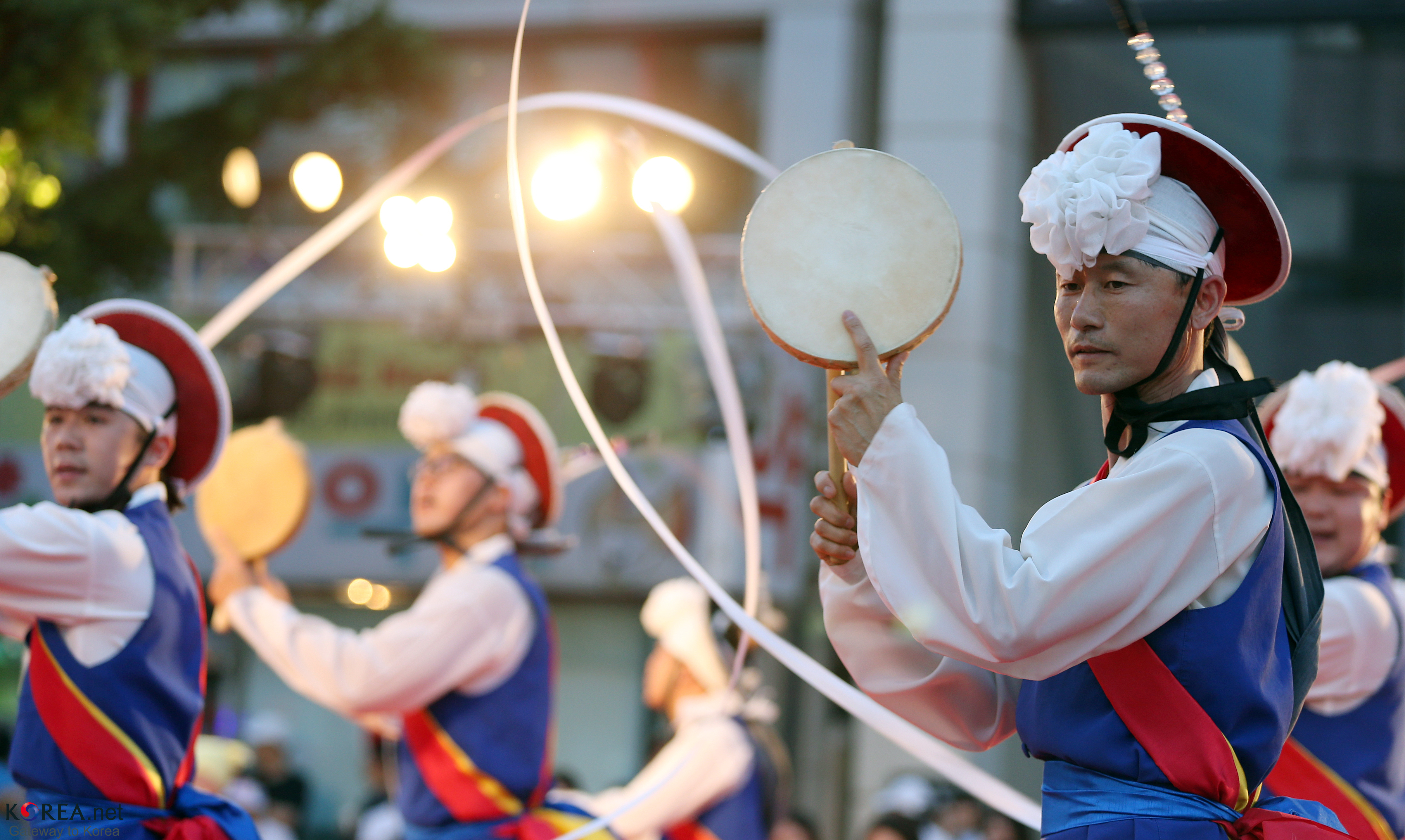